# 伦诺克斯·米勒
伦诺克斯·米勒（英語：Lennox Miller，1946年10月8日—），牙买加男子田径运动员，主攻短跑。他曾代表牙买加参加1968年和1972年夏季奥林匹克运动会田径比赛，获得一枚银牌和一枚铜牌。

## 家庭
女儿英格·米勒。